# Sredinom
Sredinom è il terzo album in studio da solista (l'ottavo n totale) del cantante bosniaco Dino Merlin, pubblicato nel 2000.

## Tracce
Testi e musiche di Dino Merlin eccetto dove indicato.

1. Halima
2. Godinama
3. Umri prije smrti
4. Baška ti
5. Moj je život Švicarska
6. Kremen (Tarik Kelifa, Dino Merlin)
7. Sredinom
8. Esma
9. Sve je laž
10. Hitna
11. Sam
12. Kad si rekla da me voliš (Emerson Hart, Dino Merlin)
13. Da je tuga snijeg (Sezen Aksu, Dino Merlin)
14. Putnici